# Phanerochaete caucasica
Phanerochaete caucasica är en svampart som först beskrevs av Erast Parmasto, och fick sitt nu gällande namn av Harold H. Burdsall 1985. Phanerochaete caucasica ingår i släktet Phanerochaete och familjen Phanerochaetaceae.   Inga underarter finns listade i Catalogue of Life.